# 雷 (網路用語)
雷（或作靐）是主要盛行於中國大陸的網絡用語，意為“醜或爛等負面形容到了極點而使人惊诧懾服”。雷的意思与更早一些的网络用语“晕”，“绝倒”，“faint”等比较相似，但是更强调惊诧的程度。雷的内涵与恶搞，脑残及山寨等文化有密切关系，这类次文化的极品都可以被称为雷。
在台灣，「雷」另指劇情透露（“日文捏他八雷”的同音字），或是用在調侃或批評技術低劣的玩家，跟他同隊或一起玩如同踩到地雷般害慘同行者。

## 歷史
雷字作为网络用语的起源很难考证。大致有以下几种说法：
- 中国古代传说如果上天对某人行为极度不满意时，比方说那人做了很多坏事，離經叛道，则有可能遭替天行道。

这个成语也常被用于香港古装电视剧中角色发毒誓的誓词，尤其是男女之间的海誓山盟，男方为了取信女方，常称若辜负对方则愿意承受「天打雷劈」，「不得好死」云云。另江湖片角色大多拜天地，對關帝發毒誓，凡事對得起天地良心乃天經地義，若違抗江湖規矩，吃裏扒外，亦即視道義為無物，必遭天譴，天打雷劈，天誅地滅。
- 由此引申出，“感受到仿佛被雷劈到一样的冲击力”这一释义。由于词语言简意赅，又生动形象，因此很快就得以流行。

- 另外近几年流行一种网络文学——修真类玄幻小说及其衍生出的网络游戏，里面的人物类似中国古人求道修仙，力图获得超出常人的能力，甚至可以逆天而行。同时小说一般设定当修为达到一定程度，拥有逆天能力前，上天为了阻止修士更进一步发展，会天降“劫雷”，力图肉体上消灭这些可以挑战上天的人。修士只有在“劫雷”中存活下来，也就是说渡劫成功，才有可能拥有更大的能力。

随着修真小说的流行，读者也开始关注雷雨天气人或物被雷电击中的新闻报道，常常戏谑为“今日某地又有道友渡劫”。因为四格漫画中“被雷”的人物往往画成头朝下直挺挺地跌倒，便直接将“雷”取代之前的“晕倒”、“绝倒”、“faint”等网络流行词。甚至直接用“雷”指某些事情令人极度惊讶，之前网友喜欢用的被那些事情搞得“晕倒”则变成自己“被雷”倒。
- 方言：浙江东北部地区[1]和粤方言里可以用作动词，意思是“摔跤时头部先下”，过去用于广东阳江一带。

- 外来词[2]：日本乒乓球女选手福原爱在北京奥运会时的一段发言：

|                                                                   | 在中国，头上不要戴白花，白花在中国是只有丧礼上用的。我有一次用白花扎了个花圈送给汤教练，她当时就被雷到啦，那叫勃然大怒。 |
| ——《中国語ジャーナル》2009年3月号，「2008年ネット流行語トップ10」 | |

## 範例
雷字作为网络用语，用法比较随意，可以作为动词，形容词或名词来使用。
- 用例一：當动词使用：

1. 我被那个视频雷到了。
2. 那人的舞蹈真是雷死人不偿命

- 用例二：當形容词使用：

1. 你看到过山寨飚车队了吗，真是巨雷啊。
2. 娱乐圈里的人真是一个比一个雷。

- 用例三：當名词使用，用作对某些事物的回应

1. 好大一个雷啊!
2. 凤姐画的妆，简直是惊天动地的神雷。

- 用例四：成語

1. 天雷陣陣，气死我了，没费拉。

## 网络小说
在网络小说讨论时，“雷”与“郁闷”两词指的是小说中令读者在代入主角时不舒服的情节，主要是在女主角经历方面与男主角的性格方面。此说法在百度贴吧中的yy小说吧最为流行。比如：
- 绿帽：泛指女主跟了男主以后，和其他男性发生关系(包括被强迫)。
- WRQ：万人骑的简写，泛指和不计其数的男性都发生过性关系的女子。
- PX：破鞋的简写，泛指被人甩或是没人要的非处。
- FC：非处的简写，也就是非处女的意思。
- RQ：人妻的简写，泛指已为人妇的女子。
- 死女：泛指女主或是准女主在文中死亡了。
- 送女：泛指男主把女主、准女主、戏份描写很多和男主有明显情感交集的年轻女性角色拱手送给他人的行为。